# Catacalo Cecaumeno
Cecaumeno Catacalo (in greco Κατακαλὼν Κεκαυμένος?, Katakalon Kekaumenos; fl. XI secolo) era un importante generale bizantino della metà dell'XI secolo.

## Biografia

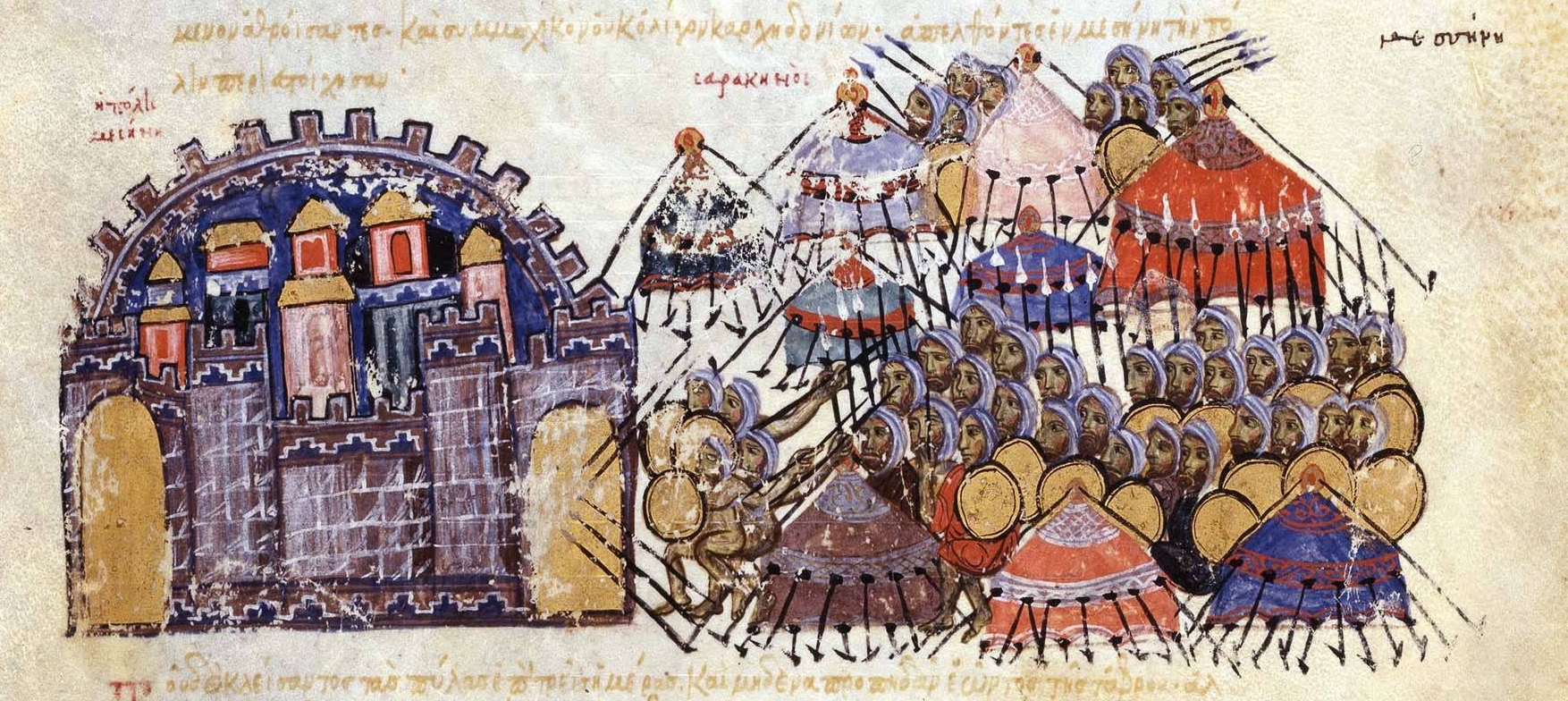
Raffigurazione dell'assedio di Messina del 1040, difesa da Cecaumeno (dallo Scilitze di Madrid)

Catacalo Cecaumeno nacque a Koloneia e, sebbene apparentemente appartenesse alla nobile famiglia dei Katakalon, secondo Giovanni Scilitze non era di origine aristocratica. Si distinse per la prima volta nella campagna siciliana di Giorgio Maniace. Lì, Cecaumeno, con il grado di protospatario, comandò un contingente del Thema armeno e guidò la difesa di Messina contro un attacco arabo nel 1040.
Nel 1042, l'imperatore Michele V (regno 1041-1042) lo incaricò di sedare una rivolta a Costantinopoli. L'anno successivo sconfisse l'incursione dei Rus' contro la capitale imperiale e fu nominato vestes e arconte delle città danubiane. Sotto l'imperatore Costantino IX Monomaco (1042-1055) ebbe una carriera di grande successo. Prestò servizio in Oriente come doux d'Iberia, divenne governatore di Ani dopo la sua annessione all'Impero bizantino nel 1045 e guidò le forze locali nei primi scontri con i turchi selgiuchidi. Alla fine degli anni '40 del secolo XI, fu promosso a stratēlatēs d'Oriente e partecipò alla campagna contro i Peceneghi, come secondo del rhaiktor Niceforo, militarmente inesperto. Durante questa campagna fu gravemente ferito. Verso il 1055 fu elevato a magistros e nominato alla prestigiosa e potente carica di doux di Antiochia.
Il successore dell'imperatore Costantino IX, Michele VI (r. 1056-1057), in generale diffidava dei generali di rilievo e li trattava male; rifiutò a Catacalo e a Isacco Comneno, entrambi già magistroi, la promozione al titolo di proedro, e alla fine licenziò Cecaumeno. A sua volta, Cecaumeno sostenne attivamente la rivolta di Isacco Comneno nel 1057, e fu ricompensato con il titolo di curopalate.

## Rappresentazione nelle fonti e attività letteraria
Sembra che Cecaumeno abbia scritto un'autobiografia, che è stata poi utilizzata come fonte primaria per gli eventi del 1042-1057 da Giovanni Scilitze nella sua storia. Pertanto, la narrazione di Scilitze descrive la sua carriera in modo molto dettagliato ed è altamente elogiativa del generale e dei suoi successi. Catacalo Cecaumeno è stato anche proposto come autore del cosiddetto Strategikon di Cecaumeno, ma la sua identificazione con l'autore, noto solo come Cecaumeno è rifiutata dalla maggior parte degli studiosi moderni. È anche ritratto nella serie drammatica turca "Alparslan: Büyük Selçuklu".